# Florida de Liébana
Florida de Liébana település Spanyolországban, Salamanca tartományban. Florida de Liébana Valverdón, Villamayor, Carrascal de Barregas, Parada de Arriba és El Pino de Tormes községekkel határos. Lakosainak száma 244 fő (2024).

## Népesség
A település népessége az elmúlt években az alábbi módon változott:
| Lakosok száma | 254  | 275  | 269  | 283  | 291  | 290  | 267  | 270  | 243  | 244  |
|               | 2001 | 2004 | 2007 | 2009 | 2012 | 2014 | 2017 | 2019 | 2022 | 2024 |